# 鈴木さとみ
鈴木 さとみ（すずき さとみ、1988年9月9日 - ）は、日本のAV女優。LINX所属。

## 人物・来歴
- 身長148cm、スリーサイズ:B90 W58 H84。2007年にAVデビュー。
- B87cm（プロフィール上では90cm）Gカップの美巨乳を売りにしているロリ系の女優。
- AVデビュー時は Glow Up Promotion に所属していたが、2018年よりLINX[1]に所属。

## 作品

### アダルトビデオ

#### まお 名義
- @ほぉ～○カフェ店員まおタン AKIBAメイド狩り（2007年5月19日、クリスタル映像）
- 中央線 U-18無料案内所 援交一週間 まお（2007年6月30日、クリスタル映像）
- 名門女学生の裸肉 1 投稿ドキュメント ～まお～（2010年5月20日、テイクワン）

#### 鈴木さとみ 名義
- 渋谷でウワサの風俗タクシー（2月17日、チェリーズ）
- 横浜18歳限定素人（3月17日、チェリーズ）
- 訳あり人身売買面接3 （7月4日、中嶋興業）
- Eカッププリン♡ケイレン円運動! 凛奈（7月26日、NANIWA）
- 露出キャンプ ～ロリ巨乳さとみとイク!アウトドアSEX!～（7月28日、クリスタル映像）
- R-18　さとみ（9月5日、GLAY'z）
- 個撮潜入 エロポーズ大作戦! さとみ危機一髪（9月29日、クリスタル映像）
- 中出し巨乳若妻 02（10月12日、ビッグモーカル）
- 天然美少女田舎娘 さとみ（12月5日、チーム川崎）

- ロリ・ナンパすぺしゃる。12 無邪気なGカップ!おっぱいもんではさんで生中出し編（1月4日、GLAY'z）
- 女子校生Eカッププリン♡ケイレン円運動! パート2 凛奈 （1月18日、NANIWA）
- 奇跡の美巨乳（1月18日、おかず。）
- 素★人 生ボイン 若妻FILE08 じゅんさん23歳 85cmFcup（2月5日、NON）
- 課外授業（2月22日、おかず。）
- 働くオンナ VOL.10（2月22日、プレステージ）
- 巨乳女子校生 Fcup 82cm さとみ（3月1日、MOODYZ）
- Gカップと制服の私 女子校生（3月15日、NON）
- STREET ANGELS 002（4月1日、グラフィス）
- Super-BODY 極上大乱交 見てるだけで勃起する!ドスケベ悩殺ボディ （4月4日、SODクリエイト）
- E-BODY 鈴木さとみ　（4月13日、E-BODY）
- 素人コギャルHEAVEN 4時間 NEO 4（4月18日、おかず。）
- 生中出し巨乳ギャル 3（4月25日、メディアステーション）
- しばられたい わたし、ただのオモチャで、いいんです。（5月5日、ドリームチケット）
- 超乳JKスクール（5月13日、マルクス兄弟）
- 僕のおもちゃ（5月15日、ワープエンタテインメント）
- ハメられた巨乳女子校生 さとみ（5月19日、エムズビデオグループ）
- 巨乳未●年生中出し（6月4日、チーム川崎）
- イカセッぱっ!（6月6日、GLAY'z）
- 現役エステティシャンの艶乳娘。 まだまだ発育中のGカップ!（6月13日、みるきぃぷりん♪）
- 生中出し女子校生4時間 5（6月20日、メディアステーション）
- kawaii* kawaii girl 20（6月25日、kawaii*）
- 「鈴木さとみ」の決断の日 （6月27日、3rdEYE）
- 鈴木さとみレア映像コレクション4時間 ～デビュー前そしてデビュー直後～（6月28日、クリスタル映像）
- 中出しドキュメント 美少女生中出し（7月7日、桃太郎映像出版）
- 87cmFcup 奇跡の美乳でヤリまくるHな7シチュエーション（7月17日、DEEP'S）
- Gカップ極上ボディ（7月20日、ピーターズ）
- 都内某芸能プロダクション淫業記録 悪撮現場 夢見る少女じゃいられない!（7月20日、GAT）
- 素人コギャルHEAVEN 4時間 NEO 愛蔵版 （8月18日、おかず。）
- 完全なるBODY 01（8月18日、S級素人)
- さとみのすべて!これが美巨乳　鈴木さとみBEST（9月9日、おかず。）※単体ベスト
- むちゃぶり指令発動! ぶっこみエロ生面接 ロリ系美少女編（9月16日、MAXING）
- 少女と、卑猥なオヤジの手 (10月5日、ワープエンタテインメント)
- ロリはめ 17 （10月10日、モモプリッ!）
- 巨乳しろうとM女拘束調教（11月16日、スターゲート）
- 月刊エロボディ 鈴木さとみ（12月12日、MAX-A）
- オンナの素 ～ありふれてもシアワセな日常観察～ (12月16日、MAXING)
- SAFARI 007 松田サヤカ（12月19日、S級素人）

- INSTANT LOVE 2（1月16日、e-kiss）
- PLAY GIRL 03（1月16日、REAL）
- 派遣社員OLのSEXコレクション（1月16日、REAL）
- ナチュラルハイ 単体女優面接（2月5日、ナチュラルハイ）
- 93cmHcup 86cmGcup 85cmFcup ハイスクール乱交2 AOI AIMI SATOMI（2月19日、OPPAI）
- おっパイがいっパイ♡（2月25日、kawaii*）
- 必殺イカセ人 レディースクリニックのイカセ開発プロジェクト!（3月20日、REAL）
- これが噂の痙攣薬漬け 単体ヴァージョン7 （4月4日、ナチュラルハイ）
- 東京25時 VOL.32 （4月11日、プレステージ）
- kawaii*女学園パラダイス♡美少女14人6時間SP（4月25日、kawaii*）
- 恋夜【ren-ya】 ～第六章～ （5月2日、プレステージ）
- Culb High School （5月18日、S級素人）
- 初めての、ショートカット （5月25日、kawaii*）
- 痴漢専用中出しモデル5号 （6月4日、ナチュラルハイ）
- 真性中出しだらけの集団受精大乱交 （7月1日、MOODYZ）
- 103cmJcup 93cmGcup 90cmGcup 85cmFcup OPPAIメイドのやりすぎご奉仕大乱交（7月19日、OPPAI）
- 「女の口は嘘をつく。」 雌女ANTHOLOGY ＃073  （9月4日、アウダースジャパン）
- kira☆kira SPECIAL PERFECT&DYNAMITE ～巨乳GALSの宴～ （11月19日、kira☆kira）
- パイズリパラダイス7 （11月19日、OPPAI）
- 極上手コキ イってもイっても許してあげない （12月20日、ジャパンムービー）
- 最強カリスマギャル生中出しスペシャル（12月25日、おかず。）
- ネオロリ!!ものすごい美尻巨乳ぷりっケツ美少女HIP 鈴木さとみ （12月25日、オーロラプロジェクト）

- おねだり妹ソープ（1月21日、DEEP'S）
- ふつうの女子校生（3月5日、フリービジョン）
- 美人アナウンサーを生放送中にストップモーション （4月22日、SODクリエイト）
- CHAOS ～限界を越えたアクメの先にある白の絶頂世界～ （4月1日、ヴィ）
- 名門女学生の裸肉1（5月20日、テイクワン）
- オレのカミさんとヤラないか?5（6月3日、グローリークエスト）
- 競泳水着と勃起チ○ポ（7月8日、ヒビノ）
- 爆乳さとみちゃん（7月15日、ケー・トライブ）
- ギャルフェラチオ 2（8月27日、クリスタル映像）
- 奇跡BODY×本気の膣内射精（9月1日、ワンズファクトリー）
- 青春!ブルマー6（9月7日、ミル）
- 接客中に顔を紅潮させながら感じまくるバイト娘 ～ラーメン屋、クリーニング店、洋服屋、ガソリンスタンド～（10月21日、ナチュラルハイ）
- 街でムカつく凸凹カップル!デカ男と付き合っているちっちゃい女を彼氏の目の前でハメまくってスカッと!!!（10月21日、ナチュラルハイ）
- 巨乳痴女たちが突然自宅にやって来た!!（10月25日、美）
- バイオレンスセックス（12月15日、ワンズファクトリー）

- 幻母 母さんは僕のオナペット（2月1日、VENUS）
- 発汗女（2月19日、KEU）
- 禁断の三角関係 同棲中に同居してきた彼女の妹とやっちゃった俺（3月19日、AKNR）
- バレないように花嫁姿の元カノとこっそりやる（4月7日、AKNR）

- 妊娠しちゃうかもっ! 鈴木さとみの生ハメ中出しデリバリーサービス!（1月1日、ワンズファクトリー）
- 近親[無言]相姦 隣にお父さんがいるのよ…（1月1日、VENUS）
- 真性生中出し（2月15日、ワンズファクトリー）
- 淫乱マダムの寵愛メイド飼育（4月19日、ゆり★ゆり）
- PREMIUM 生姦中出し 235min（5月19日、CREAM PIE）
- 完全陵辱（10月1日、中嶋興業）
- 近親相姦 エロ尻母（10月19日、VENUS）
- 義理の父親（12月19日、VENUS）

- 熟女レズ義姉妹 妖艶な姉の淫手に堕ちた巨乳妹 結城みさ 鈴木さとみ（1月1日、VENUS）
- PREMIUM 生姦中出し 240min 2（4月13日、CREAM PIE）
- 奇跡BODY×本気の膣内射精 II（5月13日、CREAM PIE）
- さとみママとのやらしい生活（7月19日、VENUS）
- 友人の母親（8月19日、VENUS）
- 近親剃毛相姦 僕の剛毛義母パイパン化計画。（9月19日、VENUS）
- わいせつ痴漢電車妻（10月19日、VENUS）
- おもらし団地妻 ガマンできない公然失禁（12月13日、VENUS）

- 鈴木さとみの鬼コキ!!ド淫語で叱られ手篭めにされちゃった僕。（1月13日、VENUS）
- ウチの女房はあげまん妻 ～夫のために社長を接待する嫁さん～（4月13日、VENUS）
- 媚薬漬け巨乳モデル、貸します。（6月1日、ワンズファクトリー）
- S級熟女コンプリートファイル 鈴木さとみ4時間 其の弐（7月7日、VENUS）※単体ベスト
- MEGA・PREMIUM 生姦中出し 585min（7月13日、CREAM PIE）
- 町内会でストリップを踊らされた妻（7月13日、溜池ゴロー)）
- 父の再婚で突然女系家族と化した我が家ではボクの若い肉棒が大人気すぎてチンポの乾くヒマがない!! 翔田千里 波多野結衣 鈴木さとみ 有村千佳（8月13日、VENUS）
- 中出しお義母さんが教えてあげる 息子の情欲を膣中で受けとめる母たち（9月25日、ビッグモーカル）
- 拷問ドリル（10月1日、中嶋興業）
- 中出し近親相姦 お義父様やめて下さい 義理の父に中出しされる息子の嫁 第伍章（11月25日、ビッグモーカル）
- 青春ブルマー スペシャルBOX 480分10人集（12月19日、ミル）

- 中出しの好きな浮気妻・さとみ（2月13日、Nadeshiko）
- 中出し慰み妻は、凌辱責めがお好き! 鈴木さとみ（6月12日、Nadeshiko）

- 寝取らせ… 俺の目の前だからイクのを我慢していたGカップ妻は1回イッたら俺とヤル時より興奮して淫らなドスケベ女に （2月17日、クリスタル映像）
- ヒロイン顔面騎乗 3  ジャスティーガール（2月24日、GIGA）
- 魔法美少女戦士フォンテーヌ 電子の悪夢（4月28日、GIGA）
- Gカップ美形ヤンキー娘と立場逆転! 絶対服従の中出しオナホールっ娘に!（9月8日、クリスタル映像）
- 父が出かけて2秒でセックスする母と息子 鈴木さとみ（10月13日、VENUS）

- 強力媚薬痙攣絶頂 2 カウンセリングモニター募集でGカップ巨乳人妻に中出し（1月12日、アンダー）
- 定年退職してヒマになったドスケベ義父の嫁いぢり（3月7日、VENUS）
- W不倫中出し温泉（4月19日、センタービレッジ）
- 地元で有名なヤリマン巨乳美人妻 肉欲露天温泉10発中出し（4月20日、クリスタル映像）
- S級熟女コンプリートファイル 鈴木さとみ6時間（5月7日、VENUS）※単体ベスト
- 隣人のレズビアンに狙われた私～ストーキングレズレイプ～ 鈴木さとみ 一条綺美香（8月1日、U&K）
- 誘惑♡美容室（8月3日、ドリームチケット）
- スペンス乳腺開発クリニック（8月19日、OPPAI）
- SODロマンス 息子の朝勃ち男根を思わず鬼咥えする淫乱義母（9月20日、SODクリエイト）
- ネトラレーゼ 悔しい…温泉旅行で妻が上司に寝取られた話し。（9月27日、タカラ映像）
- 聖水噴射お姉さんに騎乗位中出し＆男潮吹きで1日中痴女られる!（10月13日、MOODYZ）
- 追撃男潮吹き・追撃強制中出し!「もう射精してるってばぁ!」365日、絶倫お姉さんにピストン止めてもらえないボク…（10月25日、痴女ヘブン）
- スケベ妻・晩夏（11月1日、FAプロ）
- 美女がガックガク痙攣してダメになる追撃性交（11月1日、Fitch）
- 誘惑家庭教師 隙だらけの年上巨乳に犯された僕。（11月1日、MOODYZ）
- 高慢セレブを野外で恥辱調教! 露出ポルノでドM快楽の虜に…（11月7日、山と空）
- スレンダーでドスケベ巨乳の美人妻を変態キメパコ調教! 媚薬で脳みそブッ飛んで他人の精子をオマ●コ袋にたっぷり射精で妊娠確定www（11月19日、チキチキカマー/妄想族）
- うまなみの兄にめろめろにされた弟嫁（11月22日、タカラ映像）
- マドンナ15周年記念大作 第4弾!! 人妻ジーパン革命!! ミセス専用アパレルメーカー企画室勤務、華麗なる4人の人妻の【完全】着衣誘惑!! 熟女No.1メーカー『Madonna』は美熟女ジーパンNo.1メーカーになることをここに宣言します!!（11月25日、マドンナ）
- ノーパンノーブラ人妻 君島みお 鈴木さとみ（12月7日、LEO）
- 帰ってきたスケベ妻（12月13日、FAプロ）
- もしも… ムチムチプリプリの美痴女が突然家族の一員になったとしたら… 12人4時間（12月15日、ビッグモーカル）

- この雰囲気、押せばヤラせてくれるかも?!「お願いおっぱい揉ませてっ!!」「お尻触らせてっ!!」「先っちょだけ入れさせてっ!!」なりふり構わず土下座で懇願っ!! ハメたいスケベ男と、それをさらりとかわすしたたかな女の挿入を賭けた熱い戦いっ!! ラウンド 2（1月1日、LEO）
- 特別警護隊の女 ～誇り高きアルテミスの無惨なる肉虐～ Episode-2 秘孔拳術の女は壮絶な淫絡昇天に逝き堕ちる（1月7日、Baby Entertainment）
- レズNGの久保今日子に酒を飲ませてべろんべろんに酔った勢いでレズ解禁! 久保今日子 葵百合香 鈴木さとみ（1月7日、ビビアン）
- 淫語女子アナ 16 ズバリSEXしたい人妻アナSP（1月10日、ROCKET）
- 「お願いだから1回だけ…」高齢なのに旦那よりバキバキに反り返る勃起チ●ポの義父を見て子宮が疼くセックスレス妻! 本気汁垂れ流しで絶対秘密の逆夜這い! 5（1月11日、V&R PRODUCE）
- 消臭スプレー媚薬混入イタズラ発生! うるさい姉達が肉食ビッチに大変身! 手下の弟のチ●ポを泣いて求めるむさぼりSEX 篠田ゆう 鈴木さとみ（2月1日、Fitch）
- ノーブラノーパンで挑発してくるスケベ奥さんが隣に引っ越してきた! 鈴木さとみ（2月7日、グローリークエスト）
- 人妻の浮気心 鈴木さとみ（3月1日、人妻援護会/エマニエル）
- 淫語INGO 鈴木さとみ（3月1日、ワープエンタテインメント）
- ドラレコNTR6 車載カメラは見ていたねとられの一部始終を（3月7日、JET映像）
- ある日ウチにやって来た訪問販売の営業レディーが、はちきれんばかりの巨乳をあからさまに見せつけてくるので、思わずガン見。本人も当然ソレを武器に契約を取りに来ているので、あとはもう、されるがままに…（3月8日、BAZOOKA）
- 突然離婚を言い渡されシングルファザーになった僕を不憫に思ったご近所の巨乳奥様たちが家事の手伝いをしてくれる事に! 奥様の不意な胸チラとパンチラについ勃起してしまったのがバレて「奥さんと別れてからシてないんですよね…?」と誘惑され慰めの生ハメ性交!（3月15日、DOC）
- 満員バスで人妻のボインが僕の体に密着して即反応しちゃった。勃起したチ○コが奥さんの股間にぶち当たってくるので性欲が引火してしまい思わず握りしめていた奥さん。他の乗客がいるのに車内で立ったまんま挿入させられて超興奮!!（3月21日、SWITCH）
- のぞき見人妻レズビアン 2 ～インポの夫は婿養子、妻は内緒でレズ不倫～ 一ノ瀬あやめ 鈴木さとみ（4月1日、U&K）
- はだかの訪問介護士 鈴木さとみ（4月1日、プラネットプラス）
- 十八歳の戦争 鈴木さとみ（4月1日、FAプロ）
- 奴隷色のステージ 44（4月7日、アタッカーズ）
- お尻だらけのケツ穴御開帳レースクイーン（4月11日、ROCKET）
- 反撃へのプロローグ 捕らわれの女捜査官（5月7日、アタッカーズ）
- 「私、やっぱりお義父さんのことが好き…」 ご無沙汰デカ乳妻が旦那に隠れて義父と濃厚ベロキスしながら密着中出しSEX! 2（5月17日、V&R PRODUCE）
- 兄貴の嫁（5月19日、KSB企画/エマニエル）
- Wペニバンレズ ～舐めて咥えて舌上発射!～（6月1日、U&K）
- マンズリ大好き巨乳淫語女弁護士（6月6日、グローリークエスト）
- 屈辱と恥辱のウエディングドレス 奴隷花嫁 3（6月6日、ROCKET）
- 激レア素人ちゃんを連れてきた。vol.02 AVメーカーの美人AD・レノンさん (23歳) & 元グラビアアイドルの叔母・さとみさん (32歳)（6月25日、激レア素人ちゃん/妄想族）
- オ・ン・ナ♀ざかり 鈴木さとみ（6月28日、ワープエンタテインメント）
- 催眠中毒EX ボディケアセラピスト S.Suzuki（7月1日、ヒプノシスラボ/妄想族）
- OPPAIナーススペシャル 巨乳痴女医科大学 パイズリ中出し精液採取科（7月19日、OPPAI）
- 旦那が出張の間、上司と妻が無我夢中でヤリまくり! 一部始終リアルガチ衝撃映像!!（7月19日、チキチキカマー/妄想族）
- 夫に内緒で不倫する若妻は義父との羞恥凌辱に興奮し陰穴に肉棒を咥え込み歓喜する（7月25日、ヒビノ）
- 鈴木さとみのおしっこメンズエステ（8月8日、RADIX）
- 巨乳痴女姉さんのM男ツバベロ匂い責め 鈴木さとみ（8月10日、ラハイナ東海）
- 「あっ! ナマで入っちゃった!」オイル素股でマ○コにチ○ポを擦りつけてたら気持ち良すぎてヌルッと生挿入!!中出しSEXまでヤッちゃったデリヘル嬢たち 8（8月15日、グローリークエスト）
- 催眠マンションNTR -美姉妹との暑い夏- 鈴木さとみ 香苗レノン（9月2日、催眠研究所別館）
- 痴女姉さんが唾とベロでイカせてあげる（9月10日、ラハイナ東海）
- マンスジ前貼りオシッコ（9月12日、RADIX）
- そして僕は、隣の奥さんのおもちゃになった 鈴木さとみ（9月25日、ながえSTYLE）
- チビで巨乳で人妻で!!! 35歳の超絶美人妻 みさとさん（10月1日、恋する花嫁DX/AV）※「みさと」名義
- ネコとタチ レズビアン地獄道（10月1日、FAプロ）
- 息子の友達のマセガキ共に性処理させられザーメンまみれの母親（10月24日、ヒビノ）
- 淫語エレベーターガール（10月24日、ROCKET）
- 絶対領域痴女ハーレム3  美脚に挟まれ身動きできず何度も中出しされちゃう!! 美谷朱里 真木今日子 鈴木さとみ 三原ほのか（10月25日、痴女ヘブン）
- 間男にどっぷり漬け込まれる昼下がりの人妻劇場。あぁ～。気持ち良い…。ダメだって分かっててもこんなに濡れてしまうんです…。（10月25日、キネマ座）
- 誘惑接吻人妻レズビアン 初めての同性愛SEXで絶頂! 理性を失くしレズに目覚める新妻 鈴木さとみ 涼城りおな（12月26日、ヒビノ）

- 変態! 操り仕事人 第1話 会社編（1月9日、ROCKET）
- パワハラ女上司の弱みを握って…生意気な女上司とSEXできる方法とは（1月20日、STAR PARADISE）
- クリトリスの形が浮き出るようにパンティの素材や薄さにこだわったパンツ越しオナニー（2月13日、アロマ企画）
- 【ハメログ】鈴木さとみちゃんにお酒を飲ませたらドスケベオーラが全開だったのでそのままハメ撮りしちゃいました!（2月19日、チキチキカマー/妄想族）
- 催淫洗脳されたガテン系巨乳は嫌がりながらも淫乱ビッチになっていた。（2月25日、ダスッ!）
- クールなお姉さまは乳首舐めと内腿マッサージで極限までち○ぽを放置する（3月13日、アロマ企画）
- 人妻デリヘルを呼んだら、まさかの兄嫁 そのとき、義姉デリ嬢の取った行動は（3月20日、スターパラダイス/DoKI!）
- やる 力づくのSEX（4月1日、FAプロ）
- 鈴木さとみ プレミアムBEST5時間（4月13日、まんげつ/妄想族）※単体ベスト
- スケベ女が 絶倫男に イカされる!（5月1日、FAプロ）
- フェラ尻団地（5月7日、アロマ企画）
- 僕のオナホでお姉さまにイカされるのは、まるで3Pで陵辱されてるみたいでスゲー興奮する（5月13日、アロマ企画）
- 肌がふれあう密着回春マッサージ 2（5月19日、アロマ企画）
- 妻にバレたくない部下との痴女残業NTR 人事異動してきた巨乳美人部下に弱みを握られ逆NTR残業されている上司。（5月22日、クリスタル映像）
- 女王様のリング2 ～欲望の地下女子プロレズ～ 永野つかさ 鈴木さとみ（6月11日、ROCKET）
- 密かに男の子が好きな女性が悪ガキにパンチラ見られ弄られまくって自制心が崩壊! エロエロに変貌してウブなち○ぽを貪るむっつりショタコン女。（6月19日、アロマ企画）
- センズリ小僧のM男くん向け2回連続オナニー射精命令（6月19日、アロマ企画）
- ドSな女の完堕ち計画 バッキバキの女王様なSPY、夜桜めぐみ EPISODE 1（7月25日、BabyEntertainment）
- フェラで口内射精したいのにお姉さまのしなやかなハンドテクで暴発寸前です!（7月25日、アロマ企画）
- もちもちの豊満乳房に顔埋めながらベロンベロンに乳首舐められ続ける。（8月7日、アロマ企画）
- 残虐昇天三角木馬 ～悪魔の重力にイキ殺される炎上女体～ 完全撮りおろし! 8名の凄絶悲劇（8月13日、BabyEntertainment）
- 睾丸オイルマッサージで男性ホルモン分泌させながらフル勃起ち○ぽしゃぶり続けられる3P回春性感エステ（8月19日、アロマ企画）
- 潜入女捜査官（8月28日、GIGA）
- 10分で2度抜き手こきサロン 3（9月19日、アロマ企画）
- JOIを奪い合え! 競う2人のオナニーサポート 2（10月7日、アロマ企画）
- 人妻輪姦 夫が不在の日、主婦達は逃げ惑い幸せな家庭で犯される…（11月20日、クリスタル映像）
- 唾液エンドレスのじゅるじゅる乳首舐め×トルネード寸止めオイル手コキ（12月19日、アロマ企画）

- 欲求不満な息子の嫁に誘惑されて（1月1日、プラネットプラス/七狗留）
- たった7時間2人っきりにしてみたら… 結果、10発セックスしてました。（2月27日、ドリームチケット）
- 美脚への偏りつつも激しい欲望 ボクはあなたのナマ美脚で果てたい 第2章（3月13日、アロマ企画）
- むちむちの太腿で両手をロックされ乳首弄られ続けながら亀頭ふやけるまでち○ぽしゃぶられ続ける3P拷問性感（3月19日、アロマ企画）
- 下から覗くおっぱいとおま○ことエロ尻アナル（3月19日、アロマ企画）
- 清楚な装いでエロい体を見せつけ丁寧淫語挑発（3月25日、アロマ企画）
- インテリママのスパルタ性教育（4月1日、KSB企画/エマニエル）
- レズ不倫 ～隣の美熟女は白肌巨乳のチート級スケベ妻～ 中野七緒 鈴木さとみ（4月1日、U&K）
- あなたは妻を信じますか? ザ・寝取られ検証（4月25日、ながえSTYLE）
- 両手使って雑巾絞り手コキされながら乳首舐めて愛撫され続ける《乳首舐め手こき》の2倍気持ち良い3P性感（5月13日、アロマ企画）
- デニムマニアックス ～美脚、美尻のレズビアン～（6月13日、U&K）
- 禁断介護（6月17日、グローリークエスト）
- レズ密着 ネコとタチ 愛欲のしたたり12人（8月1日、FAプロ）
- 1K部屋呑みドキュメント 永遠のエロ癒しお姉さん鈴木さとみとお部屋で1日ハメハメしてみた（8月7日、パコパコ団とゆかいな仲間たち/妄想族）
- 主婦売春 堕ちた四十路妻（8月13日、FAプロ）
- 狂気拷問処刑 Episode04:発狂快楽漬けクレイジープッシー 女捜査官屈辱的淫乱覚醒昇天拷問（8月25日、AVS collector’s）
- 憧れの女上司と（9月23日、タカラ映像）
- 濃厚な接吻とねっとり愛撫で息子の嫁を寝取る絶倫義父の中出し性交（11月2日、グローリークエスト）
- 美人OL上司の弱みを握ってSEXする方法 180分（12月20日、STAR PARADISE）

- レズ密着 ネコとタチ 女を喰らう女7人（3月8日、FAプロ）
- まるまる! 鈴木さとみ（3月22日、Nadeshiko）※単体ベスト
- お母さんの玩具になった僕 美しき義母の卑猥な誘惑! 鈴木さとみ（5月3日、RUBY）
- いちゃはこっ 性格SSS美熟女優 鈴木さとみちゃん & 伝説のKカップ爆乳女優 春菜はなちゃん（5月6日、SUKESUKE）
- 夫の弟は私の性処理オモチャ 鈴木さとみ（8月20日、プラネットプラス/七狗留）

- 「採精室でイケメン患者と2人きり! 不意打ち射精に驚き精子を採取出来なかった熟年看護師が謝りながら2発目の精液検査を手伝ってくれた」VOL.6（2月9日、DANDY）
- ゲーセンデートからの濃厚生ハメ! 欲求不満な美人妻と乱交SEXしました ゆりか(37) & さや(31)（3月16日、センタービレッジ）
- 姉妹レズ ～禁断の美巨乳近親レズ相姦～ 鈴木さとみ 海埜ほたる（5月16日、U&K）
- 体育会系スポーツ女子は膣内筋肉が発達しているよ汗だく汁だくアスリートファック!!（6月15日、LEO）
- レズ密着 ネコとタチ 女と女のただれた性生活（7月18日、FAプロ）
- 回春ペニバンレズエステ ～都会の隠れ家、女性専用オイル密着エステ～（7月18日、U&K）
- 「早熟とは言わせない… 童顔 × 巨乳の代名詞」 S級熟女フルコンプリートBOX 鈴木さとみ16時間4枚組（12月5日、VENUS）※単体ベスト
- 母子交尾 ～東吾妻路～ 鈴木さとみ（12月19日、RUBY）

- つれさり 媚薬マシマシ黒髪美女孕ませレイプ 鈴木さとみ（2月20日、プラネットプラス/七狗留）
- 妻の浮気相手の精子を求める寝取られマゾ夫 鈴木さとみ（3月10日、ミストレスランド）
- 今からこの一家全員レイプします 世田●区祖●谷 胡桃さくら 美波こづえ 響乃うた 鈴木さとみ（4月23日、REAL）
- まるまる! 鈴木さとみ 2（5月28日、なでしこ）※単体ベスト
- 青姦バスガール 鈴木さとみ（6月18日、RUBY）
- 愛する妻と元カノと… 嫉妬と愛憎にまみれる危険な三角関係 立岡杏菜 鈴木さとみ（7月11日、センタービレッジ）
- ネコとタチ 姉妹レズビアン 泪（なみだ）の貝合わせ 鈴木さとみ 乃木ちはる（10月8日、FAプロ）
- 彼女に内緒で彼女の母ともヤってます… 鈴木さとみ（12月10日、JET映像）
- 絶対にヒミツだからね? 終電を逃した巨乳妻を男友達の部屋へとご招待!! ちょっとエッチな王様ゲームをしたらノリノリになり旦那のことを忘れちゃって…（12月15日、ロータス）

- LOVEたっぷり2人っきりの自画撮り 恋人シコシコ誘導オナニー（5月15日、プリモ）

### アダルトVR
鈴木さとみ 名義
- 見つめてシゴいて淫乱痴女の中出しSEX（8月1日、Vrevo）

- 劇的高画質 ドS捜査官との2セックス! 苛烈な取り調べにずーっと責められ「オラァっ!! チ●コビンビンじゃねぇか!!」とマ●コで絞り上げ高圧的にあらゆる体位で中出し「白状する迄やめねぇからな…とことんヤってやるよ、ほぉら!!」と再び手コキ（8月10日、GO PROJECT）
- 誘惑美容室（8月31日、ドリームチケット）
- (いつ…? 誰が…? どうやって乱入…?) 痴女風俗で大人気の【ド淫乱入3P】コース体験VR!!（10月5日、ワンズファクトリー）

- 劇的高画質 【2発射】 背徳な筈が…スリルと快感に溺れる肉欲に飢えたNTR 「旦那のいる横で…」 5（4月27日、ブイワンVR）
- VR 見上げてごらん 2（5月29日、ガン見隊）
- AV女優にVRカメラを持たせて自撮りさせたりハメ撮りさせてみたら何度でもヌケそうな究極の映像に仕上がった。（6月28日、CASANOVA）
- 女子校日和。2（7月23日、ガン見隊）
- 【HQ超高画質】サキュバスVR ～第3章～ 闇の教会で悪魔の花嫁と永遠の性交儀式（10月17日、SODクリエイト）
- 目の前に広がるランジェリーナ! ぷにぷにモリマン むちむちTバック もみもみブラジャー ぷりぷり美尻 ほぼノーモザイクVR（11月13日、ROOKIE）
- 目の前でお尻をじっくり観察! アナルを開いたり閉じたりパクパクしたりガッツリ丸見えVR（11月29日、ROOKIE）

- 10年に一度の大雨で電車が運休… 帰宅難民になっていたらびしょ濡れになった憧れの上司が戻って来て2人っきり、そして停電… 気付けば一晩中エッチな残業してた。（5月29日、CRYSTAL VR）
- ソドムの性 加藤ももか 美甘りか 森本つぐみ 美保結衣 香苗レノン 西田カリナ 鈴木さとみ（7月8日、ROOKIE）
- サキュバス4体×エルフ1体×乳魔1体×ゾンビ2体 妖艶×魔族と性欲尽き果てるまで濃厚異種姦200分over!!!（9月10日、SODクリエイト）
- VRドエスどすえ。ハイクオリティ（12月15日、ガン見隊）
  - 上記の配信版の他に、2021年9月15日にアウトビジョンVRスコープ専用ソフト「ガン見隊SPECIAL vol.5 VRドエスどすえ。/ VR顔騎 3」としても発売。

- VR乳揉みインタビュー（6月19日、ガン見隊）
- VR 若奥様は裾まくり! 第2話（9月7日、仮想空間少女伝説）
- SODVR1000作品突破記念スペシャル第3弾!! 絶倫で欲求不満の団地妻たちに夫婦ごと犯される。ゴン責めされまくり美肉ハーレム 佐田茉莉子 有岡みう 鈴木さとみ 滝川恵理 吉根ゆりあ 新田みれい（10月4日、SODクリエイト）

- ダサくて根暗な従順年上女（むっつりスケベ）に僕好みのエロい格好させたらムラムラMAX!【超肉感特化コミュ障美女】僕だけの肉オナホだから本命彼女には出来ない身勝手な行為を繰り返した。 鈴木さとみ（9月8日、肉きゅんパラダイス）

- 罰ゲームで会社のお局を口説き落としたら… 持ち前のふわふわ美巨乳とその熟練のテクニックで骨抜きにされてしまった 鈴木さとみ（8月3日、KMPVR-彩-）

### アダルト配信
- さとみ（12月27日、STREET ANGELS）

- みさと（1月19日、素人物語）
- さとみ（2月24日、しすこん）
- さとみ 2（12月4日、しすこん）

- さとみ（12月20日、ちちくりジョニー）

- さとみ 34歳（8月19日、E★人妻DX）
- さとみ（10月17日、LadyHunter）

- さとみ（5月16日、北池袋盗撮倶楽部）
- マジ軟派、初撮。34 さとみ 35歳 社長室の秘書見習い（5月21日、ナンパTV）
- ラグジュTV 961 三浦愛美 29歳 舞台女優（6月18日、ラグジュTV）
- 【枕の女神】26歳【保険外交員】さとみちゃん参上! 枕営業で全国契約本数トップの成績を叩き出す彼女の応募理由は『AVに興味とエッチのスキルアップ?♪』社内でも有名で付けられたアダ名は【枕のさとみ】脱げば【美の女神】スタイル抜群! 『営業の基本はお口の上手さょ♪』で【凄フェラテク】『本当は成績なんて関係ないの…ただSEXが好きなのょ♪』研ぎ澄まされた【敏感BODY】エロの女神はイクまくり【神的アクメ連発】最高にエロい保険外交員! ヤリたい方はまずは契約を! 尚、SEX中の事故は保険適用外ですw（6月26日、ARA）
- 【素人妻、生中ナンパ!】 ピュアでファーストクラス級の美人妻! 尋常じゃない! 美巨乳スレンダーボディは、セックスになると豹変! 壊れるようにイキまくる! ：ナンパ難易度最高レベル! “ガードが固い清楚な素人妻“、攻略します。さとみ 30歳 結婚4年目の主婦（7月15日、プレステージプレミアム）
- さとみ（7月20日、VOND premium）
- 鈴木さん（7月30日、俺の素人）
- ラグジュTV 998 三浦愛美 29歳 舞台女優（9月12日、ラグジュTV）
- 仕事サボって平日の真昼間にデリヘル呼んだら娘のともだちのママがきてしまった!（10月28日、エチケット）
- さとみ（12月6日、P-WIFE）

- さとみ（1月9日、＃オフパコ）
- 巨乳妻Fカップ りか28歳（1月20日、エチケット）
- マジ軟派、初撮。1243 さとみ 29歳 ヤク〇トレディ(人妻)（1月11日、ナンパTV）
- Sさん（3月6日、俺の素人）
- 【超エッチなお姉さん】26歳【枕営業No.1】さとみちゃん参上! 保険の営業をしている彼女の応募理由は『男を喜ばせる技を学びたくて…♪』聞けば社内で【枕のさとみ】と噂されている成績トップの営業ウーマン! 『女の武器は使ってなんぼなのょ』惜しみなく大胆に谷間を魅せ付ける美女! 既に彼女に教える事など何もない!【半端ないフェラテク】【大胆にアナル舐め】『ベッドは私の主戦場ょ♪』騎乗位でガンガン腰振り大絶頂! 『入りたい人は連絡してね♪』（3月20日、ARA）
- 佐藤みさと（3月21日、恋する花嫁）
- 吉井麻紀 & 武田典子（5月5日、舞ワイフ）
- さとみさん（5月15日、パコッター）
- さとみさん 2（5月15日、パコッター）
- 鈴木（7月30日、西日暮里人妻同好会）
- さとみ（9月29日、俺の素人）
- 娘の友達の母親は容姿端麗デリヘル嬢! さとみ 26歳（10月30日、エチケット）
- めぐ（12月21日、クマネコ本舗）

- 小林杏 & 吉井麻紀（1月16日、舞ワイフ）
- E爆乳激揺れｗｗ 水着美女がデカチンで喘ぎまくりプレイ!!! 挿入おねだりしちゃう色気ムンムンな肉食娘と濃厚セックス☆ あかり（2月25日、黒船）
- らん（6月22日、ハメドリネットワークSecondEdition）
- らん 2（7月13日、ハメドリネットワークSecondEdition）
- 美クビレF乳の親友彼女と朝までぶっ通し寝取りSEX! 親友が直ぐ側にいるのに僕のチ●ポにハマった彼女に何度も中出し生ハメでザーメン空っぽw（10月23日、素人こねくしょん）
- 【Fカップ美クビレOL】会社の屋上にて惜しげもなく露出する美女! エロい曲線美のくびれボディをクネらせオナニーする姿に興奮した僕を見つけた彼女は僕のチ●ポを手に取り…。（12月4日、素人こねくしょん）

- さとみ 3（2月24日、パコッター）
- さとみ 4（2月24日、パコッター）
- 泥●した寝込みを襲われてスケベ覚醒☆猥褻ランジェリーで男の理性を狂わせるEカップ淫女に鬼ピストン中出し!! さくら（5月6日、黒船）
- さとみ（7月15日、素人BINBIN）
- さとみ 2（10月11日、P-WIFE）

- さとみさん (pcotta465)（2月13日、パコッター）
- さとみさん 2 (pcotta475)（2月13日、パコッター）
- 宅ナンパ ユリカ & さとみ（3月22日、アマTV）
- さとみ（9月2日、熟蜜のヒミツ）

- さき (hmdnc602)（5月17日、ハメドリネットワークSecondEdition）

- さとみさん (uinac029)（12月21日、ハメドリネットワークSecondEdition）

### 女性向けアダルトビデオ
2021年
- 『普通の童貞喪失じゃ… ない?!』 ～キレイなお姉さんにお持ち帰りされ夢の初エッチ♪と思いきや、まさかのホンモノ女王様のドS調教開発のオンパレードにドM覚醒しちゃった僕の初体験の記録～ 長瀬広臣 鈴木さとみ（3月18日、カゲキっch）
- あなたの奴隷にしてください ～意地悪ドS上司の快楽調教の虜になった女～ 長瀬広臣 鈴木さとみ（3月25日、カゲキっch）

### イメージビデオ
- Satomi あなたに私のはじめてを（2019年12月19日、REbecca）※BD版同時発売。

### デジタル写真集
- 恋【ren/ya】夜-。 第六章（2011年3月14日、one more）
- 女眼レンズ（2015年12月30日、ハンドサム、撮影：YasukA）
- Satomi あなたに私のはじめてを（2020年7月7日、REbecca）
- Libido 鈴木さとみ（2021年9月24日、プレステージ出版、撮影：渡辺凌）※【グラビア写真集】と【ヌード写真集】（特典映像付き）の2種類あり。